# Revista Brasileira de Biologia
Revista Brasileira de Biologia (abreviado Revista Brasil. Biol.) fue una revista de biología de Brasil, editada en Río de Janeiro desde 1941 hasta 2000, en que cambió su título por el de Brazilian Journal of Biology.